# Christian Spahn
Christian Spahn (ur. 1635, zm. 1 września 1702 w Gdańsku) – niemiecki kompozytor i organista.

## Życiorys
Od 1660 roku pełnił posługę organisty w kościele św. Mikołaja w Szczecinie. 19 sierpnia 1681 roku zrezygnował z tej posady i objął funkcję organisty w kościele św. Elżbiety we Wrocławiu, dokumenty z lat 80. XVII wieku świadczą, że prawdopodobnie pozostał jednak w Szczecinie. W latach 1690–1693 był organistą w kościele Mariackim w Szczecinie. Następnie wyjechał do Gdańska, gdzie zmarł.
Uważany jest za pierwszego chronologicznie przedstawiciela szczecińskiej szkoły kantatowej. Z jego twórczości zachowało się 10 arii ritornelowych z dwoma skrzypcami obbligato (1674), ponadto 3 arie żałobne i 2 arie weselne umieszczone w zbiorze Vitae Pomeranorum.